# Tadeusz Horko
Tadeusz Horko (ur. 1 czerwca 1913 w Sosnowcu, zm. 11 grudnia 1976 w Hove) – polski dziennikarz emigracyjny, redaktor naczelny Dziennika Polskiego i Dziennika Żołnierza, żołnierz Samodzielnej Brygady Strzelców Podhalańskich, korespondent wojenny.

## Życiorys
Jego rodzicami byli Włodzimierz Horko (zm. 1928) i Aniela Maria Horko, z d. Davidson. Miał troje rodzeństwa: Krystynę (1918-1991), Andrzeja (1924-?) i Macieja (1927-?). Jego siostra była po wojnie tłumaczką literatury pięknej, bracia zaginęli podczas powstania warszawskiego jako żołnierze Szarych Szeregów.
Po śmierci ojca zamieszkał z matką i rodzeństwem w Warszawie, tam ukończył Gimnazjum im. Stanisława Staszica (1933) i studia dziennikarskie na Uniwersytecie Warszawskim (1937). Był członkiem Legionu Młodych i następnie Legionu Młodzieży Polskiej. Jako dziennikarz redagował początkowo pismo Kuźnia Młodych, następnie pracował w agencji prasowej Iskra, w dziale politycznym i gospodarczym.
Po wybuchu II wojny światowej przedostał się przez Rumunię do Francji, tam został żołnierzem Samodzielnej Brygady Strzelców Podhalańskich. Uczestniczył w bitwie o Narwik, za co został odznaczony Krzyżem Walecznych. Po upadku Francji znalazł się w Wielkiej Brytanii. W latach 1942–1943 był redaktorem naczelnym pisma Dziennik Żołnierza (razem z Aleksandrem Bregmanem. Po połączeniu pisma z Dziennikiem Polskim i utworzeniu Dziennika Polskiego i Dziennika Żołnierza został zastępcą redaktora naczelnego nowej gazety. Został także przydzielony do grupy korespondentów prasowych przy 1 Dywizji Pancernej jako tzw. conducting officer (odpowiedzialny za bezpieczeństwo nieuzbrojonych dziennikarzy). Razem z Maciejem Feldhuzenem należał do pierwszych polskich dziennikarzy, którzy od zachodu przekroczyli granicę III Rzeszy w czasie działań wojennych.
Po II wojnie światowej zamieszkał w Londynie. Był członkiem Polskiego Ruchu Wolnościowego Niepodległość i Demokracja. W latach 1947–1959 pracował jako redaktor naczelny Dziennika Polskiego i Dziennika Żołnierza. W tej roli zapisał się jako człowiek przedsiębiorczy i pełen pomysłów. Zorganizował m.in. sieć korespondentów terenowych, inicjował różnego rodzaju akcje społeczne, a nakład pisma wahał się od 28,5 do 31,5 tys. egzemplarzy. Odszedł z pisma po konflikcie pomiędzy wydawcą pisma a dyrektorem zarządzającym Leszkiem Kirkienem, stając po stronie tego ostatniego.
W latach 1959–1960 redagował pismo Kurier Polski (wydawane przez Leszka Kirkiena), następnie związał się z agencją prasową Foreign News Service założoną przez Bolesława Wierzbiańskiego, kierował jej korespondentami europejskimi. Od 1971 był członkiem redakcji nowojorskiego Nowego Dziennika, nadzorował sieć jego europejskich korespondentów. Jako freelancer współpracował z Rozgłośnią Polską Radia Wolna Europa.
Był dwukrotnie żonaty, z pierwszego małżeństwa miał córkę Krystynę.